# Province Centrali e Berar
Le province Centrali e Berar (in inglese: Central Provinces and Berar) erano una agenzia dell'India britannica. La sede della capitale locale era posta a Nagpur.
Il territorio si formò dall'unione delle Province Centrali con la Provincia di Berar, il cui territorio venne ottenuto dagli inglesi dallo stato di Hyderabad. Grazie ad un accordo siglato il 5 novembre 1902, il VI nizam Mahbub Ali Khan, Asaf Jah VI concesse il Berar permanentemente agli inglesi in cambio del pagamento di una tassa annuale di 25 lakhs di rupie. Lord Curzon decise quindi di unire il Berar alle Province Centrali, e questo venne ufficializzato il 17 settembre 1903.
Le Province Centrali erano state costituite nel 1861 dall'unione dei Territori di Saugor e Nerbudda con la Provincia di Nagpur. L'amministrazione della regione di Berar dello stato di Hyderabad venne assegnata al commissario capo delle Province Centrali nel 1903, e per propositi amministrativi, il Berar venne unito alle Province Centrali per formare la nuova provincia delle Province Centrali e Berar il 24 ottobre 1936. Dopo l'indipendenza indiana nel 1947, un gran numero di stati principeschi venne unito alle Province Centrali e Berar, che, quando entrò in vigore la costituzione indiana nel 1950, divennero i parte del nuovo stato indiano di Madhya Bharat, unito al Madhya Pradesh nel 1956.
Come suggerisce il nome, la provincia si trovava al centro della penisola indiana. Essa comprendeva una lunga porzione collinare di territorio e l'altopiano che si interponeva con le pianure del Gange e l'altopiano del Deccan. Le Province Centrali e Berar erano circondate a nord e a nordest dall'Agenzia dell'India Centrale, includendo le agenzie del Bundelkhand e del Bagelkhand, oltre alla parte settentrionale del distretto di Sagar delle Province Unite di Agra e Oudh; ad ovest gli stati principeschi di Bhopal, Indore ed il distretto di Kandesh della presidenza di Bombay; a sud lo stato di Hyderabad, ad est Orissa (sino al 1937, parte della presidenza del Bengala e l'Agenzia degli stati orientali.

## Storia

### India britannica
Le Province Centrali comprendevano le conquiste ottenute nel XIX secolo dagli inglesi sui territori dei mughal e dei maratha nell'India centrale e coprivano gran parte dell'attuale Chhattisgarh con parti degli stati di Madhya Pradesh e del Maharashtra. La capitale era posta a Nagpur.
Dopo la sconfitta dei maratha nella terza guerra anglo-maratha, i territori a nord della catena del Satpura vennero ceduti nel 1817 dal pascià maratha (parti di Saugor e Damoh) e nel 1818 da Appa Sahib, andando dal 1820 a costituire i Territori di Saugor e Nerbudda sotto il governo di un agente del governatore generale. Nel 1835 i Territori di Saugor e Nerbudda vennero inclusi nelle nuove province del nordovest (che poi divennero le Province Unite di Agra e Oudh). Nel 1842, come conseguenza di una rivolta, vennero nuovamente posti sotto la giurisdizione di un agente del governatore generale. Vennero riportati nelle province nordoccidentali nel 1853.
Nel 1818, il maharaja maratha di Nagpur si sottomise alla sovranità inglese. Nel 1853, alla morte di Raghoji III, avvenuta senza eredi, Nagpur venne annessa dagli inglesi sulla base della dottrina della decadenza. Sino alla formazione delle Province Centrali nel 1861, la provincia di Nagpur, che era composta dalla divisione di Nagpur, Chhindwara e Chhattisgarh, venne amministrata da un commissario del governo centrale.
I territori di Saugor e Nerbudda vennero uniti alla provincia di Nagpur per costituire le nuove Province Centrali nel 1861. Il 1 ottobre 1903 Berar venne posta sotto l'amministrazione di un commissario delle Province Centrali. Nell'ottobre del 1905, gran parte del Sambalpur e degli stati principeschi di Bamra, Rairakhol, Sonpur, Patna e Kalahandi vennero trasferiti dalle Province Centrali e Berar al Bengala, mentre gli stati Chota Nagpur di Chang Bhakar, la Corea britannica, Surguja, Udaipur e Jashpur vennero trasferiti dal Bengala alle Province Centrali e Berar.
Nel 1935 il Government of India Act venne approvato dal parlamento inglese. Questa legge consentì l'elezione di un'assemblea provinciale, con l'elettorato composto da uomini che disponessero di un minimo di risorse finanziarie, escludendo le donne e i poveri dal voto e dalle candidature. Il potere supervisorio rimaneva comunque nelle mani del governatore locale. Le elezioni del 1937 videro la vittoria del Congresso Nazionale Indiano che comunque si rifiutò di formare un governo. Venne quindi predisposto un governo di coalizione guidato da E. Raghavendra Rao.
| Ministro                   | Portafoglio                                                    |
| -------------------------- | -------------------------------------------------------------- |
| E. Raghavendra Rao         | Polizia, politica, esercito, giustizia                         |
| Balkrishna Ganesh Khaparde | Tasse, rendite terriere, foreste, stampa ed educazione         |
| Syed Wakil Ahmed Rizvi     | Finanze, autogoverno locale, salute pubblica e lavori pubblici |
| Dharamrao Bhujangrao       | Agricoltura, commercio e industria                             |

Il Congress tornò sui suoi passi e si risolse ad accettare l'incarico nel luglio del 1937. Il governatore invitò quindi N. B. Khare a formare un nuovo governo nell'agosto del 1937.
| Ministro             | Portafoglio             |
| -------------------- | ----------------------- |
| N. B. Khare          | Primo ministro, interno |
| Yusuf Shareef        | Giustizia               |
| P. B. Gole           | Tasse                   |
| Ramrao Deshmukh      | Lavori pubblici         |
| Ravi Shankar Shukla  | Educazione              |
| Dwarka Prasad Mishra | Autogoverno locale      |
| D. K. Mehta          | Finanze                 |

Khare diede le dimissioni nel 1938, e Ravi Shankar Shukla divenne premier. Nel 1939, assieme ai capi del Congress delle altre province, Shukla diede le dimissioni per protesta contro la dichiarazione di guerra alla Germania emessa dal governatore generale indiano senza la consultazione dei capi indiani, e le Province Centrali e Berar passarono sotto il diretto controllo del governatore. Alle elezioni del 1946, con una nuova maggioranza del Congress, Shukla nuovamente divenne primo ministro.

### Dopo l'indipendenza indiana
L'India divenne indipendente il 15 agosto e le Province Centrali e Berar divenne una provincia del Dominion dell'India. Gli stati principeschi, che erano sotto il controllo delle Province Centrali prima del 1936, vennero uniti alla provincia, organizzati in nuovi distretti. Quando la costituzione indiana entrò in vigore nel 1950, le Province Centrali e Berar venne organizzati per formare il nuovo stato di Madhya Pradesh.
Il 1 novembre 1956, il Madhya Bharat, assieme agli stati di Vindhya Pradesh e Bhopal vennero uniti nel Madhya Pradesh. Nel 1956, su pressione degli irredentisti marathi, le divisioni di Berar e Nagpur vennero trasferite allo stato di Bombay. Nel 1960, lo stato di Bombay venne diviso in Maharashtra e Gujarat. Nel 2000, la porzione orientale del Madhya Pradesh venne distaccata per divenire il nuovo stato di Chhattisgarh.

## Amministrazione
Il censimento del 1941 riportò una popolazione di 16.813.584 persone nella provincia, 2.093.767 delle quali erano urbane e 14.719.817 rurali.

### Distretti
Le Province Centrali e Berar erano composte da 22 distretti, raggruppati in cinque divisioni:
- Divisione di Jubbulpore, che includeva i distretti di Jubbulpore, Sagar, Damoh, Seoni e Mandla.
- Divisione di Nerbudda, che includeva i distretti di Narsinghpur, Hoshangabad, Nimar, Betul e Chhindwara.
- Divisione di Nagpur, che includeva i distretti di Nagpur, Bhandara, Chanda, Wardha e Balaghat.
- Divisione di Chhattisgarh, che includeva i distretti di Bilaspur, Raipur e Durg (creato nel 1905).
- Divisione di Berar, che includeva i distretti di Amraoti (Amravati), Akola, Ellichpur, Buldana, Washim e Wun.

### Stati principeschi
Le Province Centrali e Berar includevano anche 15 stati principeschi, i cui governanti avevano accettato il governo indiretto del protettorato inglese.
I Salute states, in ordine di precedenza, erano:
- Kalahandi (Karond)
- Patna
- Sonepur

I Non-salute states, in ordine alfabetico, erano:
- Bamra
- Bastar
- Chhuikandan (Kondka)
- Kanker
- Kawardha
- Khairagarh
- Makrai
- (Raj) Nandgaon
- Raigarh
- Rairakhol (stato)
- Sakti
- Sarangarh